# Třebařov
Třebařov (en allemand : Triebendorf) est une commune du district de Svitavy, dans la région de Pardubice, en République tchèque. Sa population s'élevait à 919 habitants en 2024.

## Géographie
Třebařov se trouve à 9 km au nord-nord-est du centre de Moravská Třebová, à 19 km au nord-est de Svitavy, à 70 km à l'est-sud-est de Pardubice et à 165 km à l'est-sud-est de Prague.
La commune est limitée par Krasíkov et Koruna au nord, par Hynčina à l'est, par Staré Město au sud-est et au sud, par Rychnov na Moravě à l'ouest et par Žichlínek au nord-ouest.

## Histoire
La première mention écrite de la localité date de 1267.

## Transports
Par la route, Třebařov se trouve à 15 km de Lanškroun, à 31 km de Svitavy, à 90 km de Pardubice et à 209 km de Prague. 